# Phyllotocus luridus
Phyllotocus luridus är en skalbaggsart som beskrevs av Britton 1957. Phyllotocus luridus ingår i släktet Phyllotocus och familjen Melolonthidae. Inga underarter finns listade i Catalogue of Life.